# مسجد فارسی (آستراخان)
مسجد فارسی آستراخان یا مسجد جامع فارسی‌ها مسجدی در شهر آستراخان روسیه است که در سال ۱۸۶۰ میلادی با هزینهٔ «انجمن فارسی» ساخته شد. این مسجد به شیعیان ایرانی (فارسی‌زبان) مقیم آستراخان تعلق داشت و یکی از مراکز مهم مذهبی جامعهٔ ایرانیان این شهر به‌شمار می‌رفت.

## تاریخچه
ایرانیان مقیم آستراخان، که عمدتاً بازرگانان پرنفوذ بودند، این مسجد را به مدت ده سال و با هزینهٔ شخصی خود ساختند. ادارهٔ آن به شورای ویژه‌ای سپرده شده بود و ورود غیرمسلمانان تنها با اجازهٔ ملا و اعضای شورا ممکن بود. زنان فقط سالی یک‌بار و به مدت ده روز، در ایام عاشورا، اجازهٔ حضور داشتند.

## معماری
ساختمان مسجد مکعبی شکل با یک گنبد مرکزی بر فراز طاق‌نمای هشت‌ضلعی و چهار منارهٔ کوتاه در گوشه‌ها بود. نمای بیرونی آن ترکیبی از کلاسیک‌گرایی و عناصر معماری اسلامی است. در آغاز، حصاری چوبی اطراف مسجد را فراگرفته بود که بعدها با دیوار سنگی جایگزین شد. فضای داخلی با آیات قرآن، چراغ‌ها، فرش‌ها و تزیینات غنی آراسته شده بود.

## رویدادهای مهم
در سال ۱۸۷۳، ناصرالدین‌شاه قاجار در مسیر سفر به وین از این مسجد بازدید کرد و با بازرگانان ایرانی مقیم دیدار داشت. او در مسجد نماز گزارد و خطبه‌ای به زبان فارسی شنید که توسط ملا احمد، فقیه و شاعر اهل رشت، ایراد شد.

## تعطیلی و کاربری‌های بعدی
مسجد تا سال ۱۹۳۹ فعال بود، اما در دورهٔ اتحاد جماهیر شوروی بسته و به کارگاه خیاطی و سپس دفتر یک روزنامه تبدیل شد.

## وضعیت کنونی
در ژانویهٔ ۲۰۱۸، بنا به جامعهٔ مسلمانان شهر بازگردانده شد و قرار شد مقر ادارهٔ روحانی مسلمانان استان آستراخان در آن مستقر شود. با این حال، در سال ۲۰۲۱ ساختمان در وضعیت نیمه‌مخروبه بود و فعالان نسبت به خطر فروریختن آن هشدار دادند.